# حوضچه گرم حاره‌ای
حوضچه گرم حاره‌ای (انگلیسی: Tropical Warm Pool) یا به اختصار TWP، که حوضچه گرم هند-آرام (Indo-Pacific Warm Pool) نیز نامیده می‌شود، توده‌ای از آب اقیانوس است که در غرب اقیانوس آرام و شرق اقیانوس هند واقع شده است. این توده آب به‌طور مداوم بالاترین دمای آب را در بزرگ‌ترین وسعت سطح زمین نشان می‌دهد. بر پایه اندازه‌گیری‌های انجام‌شده در یک دوره زمانی چند دهه‌ای، به نظر می‌رسد شدت و وسعت این حوضچه در نوسان است.
حوضچه گرم هند-آرام در دهه‌های اخیر، تا حد زیادی به دلیل تغییر اقلیم در پاسخ به افزایش انتشار کربن ناشی از سوزاندن سوخت‌های فسیلی، به سرعت در حال گرم‌شدن و گسترش بوده است. از ابتدای سده بیستم، اندازه حوضچه گرم حاره‌ای تقریباً دو برابر شده و از مساحت ۲۲ میلیون کیلومتر مربع در طول سال‌های ۱۹۰۰ تا ۱۹۸۰، به مساحت ۴۰ میلیون کیلومتر مربع طی سال‌های ۱۹۸۱ تا ۲۰۱۸ رسیده است. این گسترش حوضچه گرم حاره‌ای باعث ایجاد چرخندهای بیشتر و همچنین با تغییر چرخه زندگی نوسان مادن–جولیان (MJO)، باعث تغییر الگوها و تغییرات جهانی بارندگی شده است. تغییر الگوها و تغییرات جهانی بارندگی، غالب‌ترین حالت بی‌ثباتی‌های وضع هوا است که منشأ آن مناطق مدارگانی است.